# Eriovixia cavaleriei
Eriovixia cavaleriei är en spindelart som först beskrevs av Schenkel 1963.  Eriovixia cavaleriei ingår i släktet Eriovixia och familjen hjulspindlar. Inga underarter finns listade i Catalogue of Life.